# Parque nacional de Christoffel
El Parque nacional de Christoffel (también conocido en neerlandés: Christoffelpark y en papiamento: Parke Nashonal di Sint Kristòfel; o bien Parque nacional de San Cristóbal) es un área natural protegida en el extremo noroeste de la isla de Curazao en el mar Caribe. Destaca por su flora, fauna, cultura e historia, el parque incluye tres plantaciones anteriores, Plantage Savonet, Zorgvlied Plantage y el Zevenbergen Plantage, un complejo de minas, Newton,  y el punto más alto de la isla, el Monte Christoffel  (378 m). El parque abarca casi 2.000 hectáreas y ha sido parte del sistema de parques nacionales de Curazao desde 1978. 
A partir de 2001 el parque es administrado por la Fundación Carmabi (Investigación del Caribe y Gestión de la Biodiversidad) y se le puede explorar en vehículo, bicicleta, caballo o a pie.